# Ridkodub (rejon kramatorski)
Ridkodub (ukr. Рідкодуб) – wieś na Ukrainie, w obwodzie donieckim, w rejonie kramatorskim. W 2001 liczyła 531 mieszkańców.